# Плач Великого степу (фільм)
«Плач Великого степу» (каз. Ұлы Дала Зары) — художній фільм режисера та сценариста Маріни Кунарової, знятий про події Голодоморів у Казахстані у 20-30-х роках XX-го сторіччя, внаслідок якого загинуло та емігрувало близько 70% населення Казахстану.

## Нагороди та номінації
- 2020 — номінація на премію Оскар у категорії «Найкращий іноземний фільм»
- 2020 — номінація на премію Золотий глобус у категорії «Найкращий іноземний фільм»